# Eneas (Biblia)

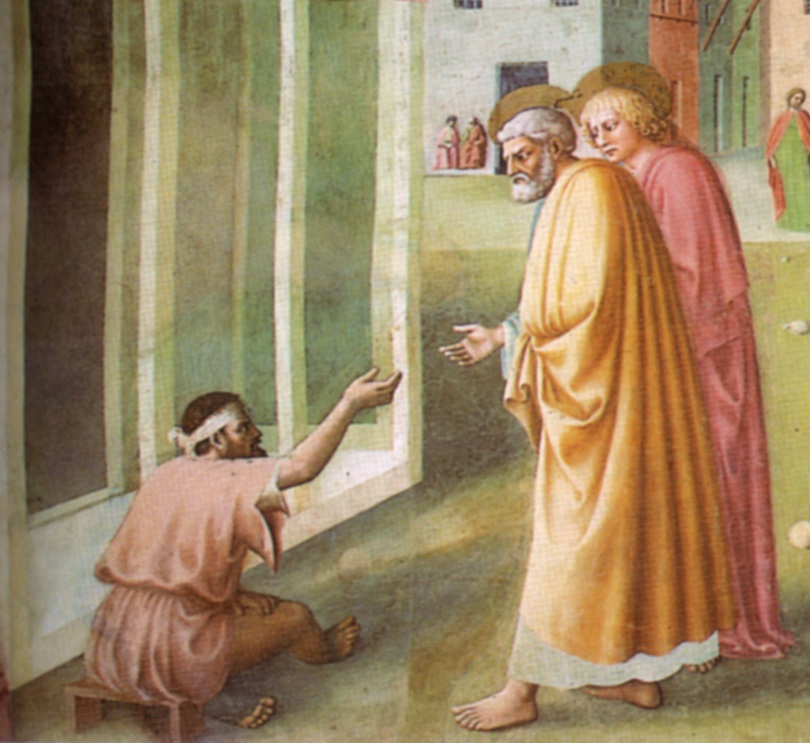
Sección de la "Curación del paralítico y resurrección de Tabitha" por Masolino da Panicale (1425).

Eneas es un personaje del Nuevo Testamento. Según Hechos 9:32-33, vivía en Lida, y había sido inválido durante ocho años. Cuando Pedro le dijo: "...Jesucristo te sana. Levántate y arregla tu cama.", se curó y se levantó. 
Frederick Fyvie Bruce sugiere que Eneas era "un local del grupo cristiano, aunque esto no se dice expresamente". La historia es seguida por el relato de la resurrección de Dorcas.